# Václav Zelenka
Václav Jaroslav Zelenka (11. února 1892 Pluhův Žďár u Jindřichova Hradce – 19. září 1979 Pardubice) byl český cestovatel, orientalista, arabista, hudebník a středoškolský učitel.

## Život
Václav Zelenka absolvoval Učitelský ústav a Vysokou školu chemicko-technologického inženýrství v Praze. Zpočátku působil jako učitel na několika obecných a měšťanských školách, než v roce 1919 přijal místo vyučujícího na Veřejné obchodní škole v Pardubicích (pozdější Obchodní akademii). Zde působil jako středoškolský profesor až do svého odchodu do důchodu.
Již od svých studijních let se zajímal o jazyky, dějiny a kulturu muslimských zvláště pak arabských zemí. Během první poloviny dvacátého století uskutečnil celkem 16 výzkumných cest, které zpočátku vedly na Balkán a posléze na Blízký východ a do severní Afriky. Při své nejdelší cestě podél východního pobřeží Afriky dospěl až na ostrov Zanzibar. Výsledkem jeho cest byly čtyři cestopisy a národopisná díla, jimiž obohatil českou populárně-naučnou literaturu. Poznávání kultury a místních zvyklostí bylo u Zelenky doprovázeno také hlubokým teoretickým i praktickým studiem arabského jazyka. Zatímco tehdejší český výzkum arabštiny byl orientován spíše na oblast klasické a standardní arabštiny, byl Zelenka průkopníkem studia nepsaných arabských dialektů. Zde byl odkázán na vlastní práci v terénu, jež spočívala v získávání nezprostředkovaných informací od samotných rodilých mluvčích. Výsledkem jeho terénního jazykového výzkumu bylo vydání čtyřdílné učebnice nářečí arabského jazyka mluveného v Egyptě a Sýrii. Jeho zřejmě nejvýznamnějším odborným dílem však bylo vydání vůbec prvního česko-arabského slovníku. Ten vyšel ve dvou vydáních, z nichž to první bylo tištěno arabsky v Káhiře v roce 1938 a česká část tištěna roku 1939 v Pardubicích, druhé vydání vyšlo v Káhiře roku 1947, kde byla vytištěna i česká část díky vytvoření českých písmen v Kahiře.
Václav Zelenka choval také lásku k hudbě, které se věnoval teoreticky i prakticky. Jeho studium arabského písňového folklóru vyvrcholilo vydáním zpěvníku arabských písní. Během svého posledního ročního pobytu v Egyptě po druhé světové válce se stal spolu se svou ženou členem káhirského osmdesátičlenného orchestru Musica viva, ve kterém hrál na violu a jeho žena na cello. Hudbě se oddával i po svém odchodu do důchodu, kdy spolu s několika hudebníky založil a vedl domácí orchestr.
Cestovatelská a publikační aktivita Václava Zelenky ustala po roce 1948 z důvodu pro něj nepříznivých politických podmínek. Během posledních třiceti let se tak vedle hudby věnoval převážně svému učitelskému poslání, soukromému malování obrazů reflektujících jeho předchozí cesty a občasným přednáškám pro veřejnost.